# Ascochyta pisi
Ascochyta pisi är en svampart som beskrevs av Lib. 1830. Ascochyta pisi ingår i släktet Ascochyta, ordningen Pleosporales, klassen Dothideomycetes, divisionen sporsäcksvampar och riket svampar.   Inga underarter finns listade i Catalogue of Life.
Ascohyta pisi orsakar Ärfläcksjuka hos ärtväxter, genom att sätta sig på växtens gröna delar, särskilt på baljorna. I vissa fall kan även svampen tränga in i baljorna till ärtorna och göra dessa otjänliga.